# آرشي غرين
آرشي غرين (بالإنجليزية: Archie Green)‏ هو عالم موسيقى أمريكي، ولد في 29 يونيو 1917 في وينيبيغ في كندا، وتوفي في 22 مارس 2009 في سان فرانسيسكو في الولايات المتحدة بسبب قصور كلوي.